# Actinimenes koyas
Actinimenes koyas — вид креветок родини креветових (Palaemonidae). Описаний у 2022 році.

## Назва
Вид названо на честь племені коя, що проживає на півдні Індії.

## Поширення
Поширений на сході Аравійського моря. Виявлений вздовж узбережжя атола Агатті з Лаккадівських островів. Трапляється на кораловому рифі на глибині 1-2 метри. Асоційований з актинією  Heteractis magnifica.